# Julius Pellegrini
Julius Pellegrini   (Milà, 1 de gener de 1806 - Múnic, 12 de juny de 1858) va ser un cantant d'òpera italià (baix).
A l'edat d'onze anys ingressà en el Conservatori de la seva ciutat nadiua i als setze fou contractat per l'empresa del Teatre Carigniano de Torí, sent poc temps després cridat a Múnic com a primer baix. Dissolta la companyia d'òpera italiana, aprengué l'alemany i entrà en l'Òpera Reial de Múnic amb la mateixa feina, que va mantenir fins al final de la seva vida, fent també diverses gires per Itàlia i Anglaterra. A més, era el primer baix, de la Capella Reial i el 1824 amb Clementine Pellegrini (1797-1845), també cantant d'òpera pertanyent a la nissaga Moralt. El seu net era el violinista Alfred Pellegrini (1887-1962). El 1854 es va retirar.